# Aeródromo Los Maitenes de Villa Vieja
El Aeródromo Los Maitenes de Villa Vieja (OACI: SCVV) es un terminal aéreo ubicado en las proximidades de la ciudad de  La Unión, Provincia de Ranco, Región de Los Ríos, Chile. Es de propiedad pública.